# Élections législatives grecques de 1844
Les élections législatives grecques de juin-août 1844 furent les premières à se tenir dans le cadre de la constitution grecque de 1844. Elles élurent les membres du parlement grec et furent remportées par le parti russe.

## Fonctionnement du scrutin
Conformément à la loi électorale du 18 mars 1844, les élections se déroulèrent au suffrage masculin : hommes de plus de 25 ans et propriétaires ; les ecclésiastiques, les prévenus en attente de procès, les condamnés et ceux déchus de leurs droits civiques étaient exclus. Cependant, ces restrictions furent difficilement appliquées (nombre de non-propriétaires votaient). Les députés étaient répartis en proportion de la population de la région. Ils étaient élus à la majorité absolue, au niveau régional. Tant qu'un candidat n'avait pas obtenu la majorité absolue, un nouveau tour de scrutin était organisé, avec au moins deux fois plus de candidats qu'il restait de sièges vacants. Autant de tours de scrutin que nécessaire étaient alors organisés. Les électeurs, la plupart analphabètes, ne votaient pas avec des bulletins, mais avec des boules de plomb. Il y avait autant d'urnes qu'il y avait de candidats. L'électeur glissait la main dans l'urne et plaçait sa boule soit à droite (partie blanche, inscrite « oui »), soit à gauche (partie noire, inscrite « non »). Les urnes étaient en acier recouvert de laine pour éviter qu'un bruit quelconque informe de la façon dont l'électeur avait voté.

## Résultats
Les partis étaient alors plutôt identifiés par le nom de leur chef de file.
Il y avait 127 sièges à pourvoir. Le « parti de Metaxas » ou parti russe arriva en tête avec 55 sièges (43,3 % du parlement) ; le « parti de Mavrokordatos » ou parti anglais finit deuxième avec 28 sièges ; le « parti de Kolletis » ou parti français eut 20 sièges. Une coalition fut mise sur pied entre le parti russe et le parti français et le gouvernement fut dirigé par Ioannis Kolettis.
| Parti                                                       | Sièges |
| ----------------------------------------------------------- | ------ |
| Parti de Metaxas ou parti russe                             | 55     |
| Parti de Mavrokordatos ou parti anglais                     | 28     |
| Parti de Kolletis ou parti français                         | 20     |
| Indépendants                                                | 24     |
| Total                                                       | 127    |
| Source : Pantelis, Koutsoubinas, Gerapetritis, 2010, p. 853 |        |